# Viticulture en Azerbaïdjan
La viticulture en Azerbaïdjan est une activité agricole engagée dans la production de raisins en République d'Azerbaïdjan.

## Histoire
Sur le territoire de l'Azerbaïdjan, on produit du vin depuis des millénaires. La diffusion de la viticulture dans cette région remonte au premier âge du bronze. Les meilleures zones de production de l’Azerbaïdjan sont : Gandja, Chamkir, Tovuz, Agstafa, Qazax, Göygöl, Chaki, Ismayilli, Zagatala, Chamakhi, Agdam et Haut Karabakh.
La communauté allemande a joué un rôle important dans le développement de la viticulture et de l'industrie du vin en Azerbaïdjan. Un héritage qui se prolonge jusqu'à aujourd'hui au domaine viticole de Göygöl.
À l’époque soviétique, l’Azerbaïdjan était une des principales républiques de l’URSS à élaborer des vins. À cette époque, il y avait 300 000 ha de cépages autochtones produisant des vins riches en alcool, sucrés et sans grande typicité qualitative.
La superficie totale des vignobles en Azerbaïdjan est portée à 280 000 hectares en 1984, avec 2,1 millions de tonnes de raisins récoltés dans l’année pour la première fois et 100 centimes par hectare[Quoi ?]. Selon le Comité Statistique d’Etat, au 1er septembre 2014, 37 100 tonnes de raisins sont récoltées.
De nombreux cépages sont cultivés en Azerbaïdjan: gandja, chiraz, chardonnay, sauvignon, cabernet sauvignon, merlot, bayanchira, agh chani, agh kichmichi, et raisins rouges : madrasa, chirvanchahi, khindogny, gara chany, chamakhi, merendisi, hamachara, gara kichmichi, etc.
Actuellement, 70 cépages d’origine française, ukrainienne, italienne, iranienne, géorgienne, moldave et ouzbek sont cultivés dans les différentes régions du pays.